# Дует за једну ноћ
„Дует за једну ноћ“ је југословенски ТВ филм из 1984. године. Режирао га је Зринко Огреста који је написао и сценарио према књизи Мата Раоса.

## Улоге
| Глумац         | Улога |
| -------------- | ----- |
| Иво Грегуревић |       |
| Звонко Лепетић |       |